# Амирханов, Мирзамагомед Зайнарбекович
Мирзамагомед Зайнарбекович Амирханов (25 декабря, 1954, с. Сергокала, Сергокалинский район, Дагестанская АССР, РСФСР, СССР) — советский, и российский тяжелоатлет, неоднократный чемпион РСФСР, чемпион Кубка Дружбы 1979 года. Бронзовый призёр чемпионата СССР. Мастер спорта СССР международного класса. По национальности — даргинец.

## Биография
Родился 25 декабря 1954 года в селении Сергокала Сергокалинского района Дагестанской АССР, ныне Республики Дагестан.
Заниматься тяжёлой атлетикой стал с детства вместе со своим родным братом, который впоследствии являлся его тренером.
В 20 лет стал мастером спорта СССР, а затем мастером спорта международного класса. Позже становится чемпионом республики, неоднократным чемпионом РСФСР, бронзовым призёром чемпионата СССР[когда?].
В 1979 году выиграл Кубок Дружбы.
Двукратный чемпион России среди ветеранов (1998, 2001)
Чемпион Мира 2001 года среди ветеранов (до 50 лет),  1996 год - чемпион Европы, также в 1996 году становится серебряным призёром чемпионата мира среди ветеранов. Выигрывал Всемирные игры ветеранов спорта.
27 августа 1998 году в Портленде, в США на II Олимпийских играх среди ветеранов сборная России стала второй в общем зачёте по тяжёлой атлетике, чемпионами стали Мирза Амирханов вместе с Татьяной Атлашкиной (Йошкар-Ола), Вячеславом Богомоловым (Липецк), Ришатом Гайсиным (Кумертау), Александором Сорокиным (Ульяновск) и Виктором Кузнецовым (Струнино).
Абсолютный рекордсмен России, неоднократный рекордсмен России среди ветеранов. Лучший результат — 335 кг (150+185) в весе до 75 кг, 1980 год, Омск.
Подполковник милиции в отставке.

## Почётные звание и медали
- Мастер спорта СССР международного класса.
- Мастер спорта СССР.
- Медаль «За безупречную службу II, III степени»
- Медаль «Ветеран ВС СССР»
- Отличник милиции.